# Aldo Mongiano
Aldo Mongiano IMC (Pontestura, 1 november 1919 – Moncalvo, 15 april 2020) was een Italiaans geestelijke en een bisschop van de Rooms-Katholieke Kerk, werkzaam in Brazilië.

## Biografie
Mongiano werd op 3 juni 1943 tot priester gewijd bij de orde der Consolata Missionarissen. Hij was daarna als missionaris werkzaam in Afrika en Latijns-Amerika.
Op 14 mei 1975 werd Mongiano benoemd tot prelaat van Roraima (Brazilië) en tot titulair bisschop van Nasai; zijn bisschopswijding vond plaats op 5 oktober 1975. Toen de Territoriale Prelatuur van Roraima op 16 oktober 1979 werd omgezet in een bisdom, werd Mongiano benoemd als eerste bisschop van Roraima.
Op 26 juni 1996 ging Mongiano met emeritaat.
Mongiano overleed in 2020 op 100-jarige leeftijd als gevolg van complicaties bij een operatie.